# 貯蓄銀行
貯蓄銀行（ちょちくぎんこう）とは、個人の貯蓄を引き受けることを主目的とする金融機関である。
元来は19世紀に欧米諸国に広まった、庶民に対して節約を奨励し貯蓄により生活を安定させるための公益的な金融機関であった。
社会意識を持った個人により設立される場合と、公的な取り組みで設立される場合とがあり、郵便貯金はもともと後者の一形態であった。各国で独自の消長をたどっており、現状は一概には要約できない。

## 起源
18世紀ヨーロッパに起源がある。
New Student's Reference Work（1914年出版）によれば、
フランスは貯蓄銀行の発祥だと主張しており、それによれば1765年にBrumathの町で設立されたとされる。しかし英国で1697年に貯蓄銀行のアイデアが提案された記録がある。1778年にはドイツのハンブルクに、1787年にはスイスのベルンに貯蓄銀行があった。英国最初の貯蓄銀行は1799年に設立され、1861年には郵便貯金が始まっている。
アメリカで最初の貯蓄銀行は1816年12月13日設立のBoston Provident Savings Institutionである。Philadelphia Savings Fund Societyは同年創業であるが、1819年まで法人化されなかった。1818年にはボルチモアとセイラムで、1819年にはニューヨーク、ハートフォード、ニューポート、プロビデンスで設立されている。

## 現状
現在、ヨーロッパの貯蓄銀行は小口の（すなわち個人や中小企業むけの）支払・貯蓄商品・クレジット・保険などを中心業務としつづけている。また広域なネットワークを持つ都市銀行と違い、地域的な業務を行っている。
- スペインでは貯蓄金庫 (Caja de ahorros) と呼ばれる貯蓄銀行が、商業銀行と比肩する規模に発展している。これは地方政府（自治州政府、県議会など）の代表者などが運営する非営利の財団であり、利益は地域社会の各種プロジェクト（講演、展覧会などの文化活動、奨学金の給付、文化財保護活動等）などへの還元が義務付けられている[2]。また、より協同組合的性格なものとして、カハ・ルラル (Caja Rural)というものもある。

- アメリカでは貯蓄貸付組合 (savings and loan association) および相互貯蓄銀行（英語版）が相当する。

- フランスではケス・デパーニュとよばれる貯蓄銀行と、バンク・ポスタルという郵便貯金銀行がある。

- イギリスでは1985年に1つの銀行 (Trustee Savings Bank) に統合され、1995年にはロイズ銀行と経営統合し、現在はロイズ・バンキング・グループ内の一部門として存続している。また郵便貯金は大蔵省所轄の独立行政法人であるNational Savings and Investmentsとして存続している。

- ニュージーランドでは1987年の金融制度改革により銀行種別ではなくなり、登録銀行 (registered bank) 制度に移行した。郵便貯金は民営化に伴い1989年オーストラリア・ニュージーランド銀行へ売却されたが、2002年にニュージーランド・ポストの店舗を利用した国有銀行キーウィ銀行が設立された[3][4]。

- ソ連では労働貯蓄金庫（сберкасса、ズベルカッサ）という機関があった。現在はロシア貯蓄銀行として存続している[5]。

- 韓国では、1972年の金融制度改革により、それまで私金融であった無尽会社を制度金融に編入し、相互信用金庫に改組した。2001年の法改正により、名称を相互貯蓄銀行に改称。21世紀に入ってからは、日本の消費者金融や、総合金融会社などによる買収が続いており[6][7][8][9]、合併などによる再編が行われている。SBIが買収した貯蓄銀行を再編した結果、SBI貯蓄銀行が最大手となった[10]。

## 日本の貯蓄銀行
日本の貯蓄銀行は1880年に開業した東京貯蔵銀行を嚆矢(こうし）とし、1893年に法制化され20世紀初頭に隆盛をみたが、その後は普通銀行への転換・合併が続き1949年に消滅、1981年に法制上廃止された。もともと欧米を参考にしていたものの、実際には営利目的でかなり性格の異なるものであった。生活安定を目的とした公益的な金融機関としては郵便貯金（1875年-2007年）がその役割を果たし、また信用組合がそれに類似した性格を持っていた。
東京貯蔵銀行の開業した当時は金融業に対してほとんど規制がなく、維新以前からの伝統的な金融業者に加え、士族による授産事業、大地主や商人による殖産興業、篤志家による社会事業などを目的とした多数の金融業者が生まれていた。明治政府は欧米を参考に貯蓄銀行の導入を検討していたが、郵便貯金が1875年に始まったことを除けば、具体的な施策には結びつかず放任状態であった。その後1883年に大蔵省の実態調査で不健全な経営が目立ったため、それ以後は小口金融に対する規制が試みられるようになった。
1890年に銀行條例および貯蓄銀行條例が公布（1893年施行）され、普通銀行と貯蓄銀行の制度が定められる。これにより1口あたり5円（現在の10万円程度）以下の零細な預金をも引き受ける金融業者が貯蓄銀行となった。
銀行條例第一條
公ニ開キタル店舗ニ於テ営業トシテ證券ノ割引ヲ為シ又ハ為替事業ヲ為シ又ハ諸預リ及貸付ヲ併セ為ス者ハ何等ノ名称ヲ用ヰルニ拘ラズ総テ銀行トス
貯蓄銀行條例第一條
複利ノ方法ヲ以テ公衆ノ為ニ預金ノ事業ヲ営ム者ヲ貯蓄銀行トス
銀行ニ於テ新ニ一口五圓未満ノ金額ヲ定期預リ若ハ当座預リトシテ引受ル者ハ貯蓄銀行ノ業ヲ営ム者ト為シ此條例ニ依ラシム
この条例は制定時には預金者を保護するために金融業者に厳しい運用規制を課すものであった。しかし、間もなく1895年には規制が緩められ、その結果都市部を中心に多くの貯蓄銀行が設立された。その数は1906年に486行に達したが、これらの多くは公益のための金融機関というよりは、零細資金を吸い上げて投機的な貸し付けを行うか、または中小規模の普通銀行へ提供するだけの不健全な営利機関となっていた。こうした状況を改善すべく、1902年には大規模な国立貯蓄銀行の設立が企画されたが実現せず、また営業制限の厳格化を意図した条例改正案もたびたび作成されたが成立しなかった。ちなみにこうした経緯が郵便貯金の拡大につながったと考えられる。
1920年に第一次世界大戦後の反動恐慌により多くの貯蓄銀行が破綻すると、ようやく貯蓄銀行法が制定（1922年施行・1981年廃止）され業務内容が厳しく規制された。兼業禁止や独立性の維持が求められ、運用面でも地方公共団体以外への貸出を禁じ、主として株式や債券市場での運用を強要されるなどの厳しい条件であったため、515行にのぼる貯蓄銀行が普通銀行へ転換した。これにより貯蓄銀行の経営は健全化された。
また、1927年2月1日には、大蔵省は貯蓄銀行 6行に対して、資本金不足を理由に業務停止命令を発出した。
1943年に普通銀行の貯蓄銀行業務兼業が認められると普通銀行への吸収合併が進んだ。第二次世界大戦の戦時体制下では大手貯蓄銀行9行が日本貯蓄銀行として合併したが、これも戦後の1948年7月に普通銀行へ転換して協和銀行（現在のりそな銀行）となった。同年12月には鳥取貯蓄銀行が普通銀行「因伯銀行」（現在の鳥取銀行）に、翌1949年1月には青森貯蓄銀行が普通銀行「青和銀行」に（現在のみちのく銀行）それぞれ転換したのを最後に貯蓄銀行は消滅した。この結果、日本の貯蓄金融機関は郵便貯金のみとなった。郵便貯金は世界貯蓄銀行協会（WSBI）にも加盟する世界最大の貯蓄銀行であったが、2007年に行われた郵政民営化によるゆうちょ銀行の発足により消滅した。

### 主要金融商品
- 普通預金 - 元来は貯銀固有の商品。普通銀行の特別当座預金と統合して、現在の普通預金となる。
- 据置貯金 - 定期預金に相当。
- 定期積金 - 一定期間に掛金を払い込み、満期に給付金と給付補填金を受け取る商品。